# Krisztina Morvai

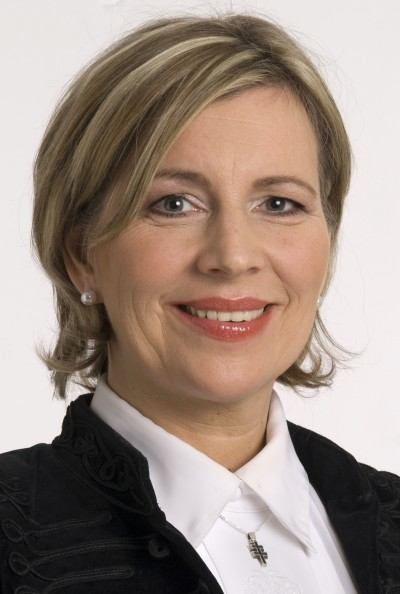
Krisztina Morvai (2009)

Krisztina Morvai (* 22. Juni 1963 in Budapest) ist eine von der Partei Jobbik gestützte ungarische Politikerin und Anwältin für Menschenrechte. Sie war Spitzenkandidatin der Jobbik bei den Europawahlen 2009 und 2014 und war vom 7. Juni 2009 bis zum 1. Juli 2019 Abgeordnete im Europäischen Parlament.

## Leben
Morvai arbeitete für das europäische Menschenrechtskomitee und war von 2003 bis 2006 bei den Vereinten Nationen Mitglied im Sachverständigenausschuss zur Beseitigung von Diskriminierung gegenüber Frauen. Sie veröffentlichte unter dem Titel Terror in der Familie eine Studie über häusliche Gewalt in Ungarn. Sie war für eine MSZP-SZDSZ-Regierung als Expertin für Völkerrecht tätig.
Derzeit arbeitet sie als Dozentin für Strafrecht an der Loránd-Eötvös-Universität in Budapest.
Morvai war mit dem Fernsehjournalisten György Baló verheiratet und hat drei Kinder. Die Ehe wurde 2011 geschieden.

## Politische Positionen
Morvai ist nicht Mitglied der Jobbik, trat aber für diese bei der Europawahl 2009 an. Mit ihr als Spitzenkandidatin erreichte die Jobbik in Ungarn 14,77 % und damit drei Mandate im Europäischen Parlament.
Morvai gilt als Antisemitin und Populistin. Sie fordert eine Emanzipation Ungarns von der Europäischen Union („Ungarn soll nicht mehr der Diener der EU sein!“) und behauptet, die ungarische Wirtschaft durch Protektionismus stärken zu können. Sie äußert Globalisierungskritik und positioniert sich als Gegnerin des Euro. Daneben tritt sie für mehr Transparenz in Brüssel ein und wirft der Europäischen Union vor, mit Chaos und Undurchsichtigkeit dem ungarischen Volk den Einblick zu erschweren. Sie bezeichnete die Europäische Union als korrupt und als zu bürokratisch. Im Falle eines Einzugs ins Europäische Parlament wollte sie sich einer europaskeptischen Fraktion anschließen.
2008 empfahl sie den „liberal-bolschewistischen Zionisten“, sich schon einmal zu überlegen, „wohin sie fliehen und wo sie sich verstecken“. 2009 empfahl sie ihren jüdischen Kritikern, „mit ihren kleinen, beschnittenen Schwänzen zu spielen“, statt sich mit ihr zu befassen, und nannte die Israelis „verlauste, dreckige Mörder.“ 2010 behauptete sie, Belege für eine angebliche Erklärung des Staatspräsidenten Israels, Shimon Peres, zu haben, dass Israel Ungarn aufkaufen wolle. Bereits 2006 hatte sie im Rahmen eines Gerangels um einen Posten bei einer UN-Kommission ihrer Rivalin nachgesagt, diese sei eine „bekannte zionistische Aktivistin“.
Bei ihren öffentlichen Auftritten tritt mitunter die paramilitärische Magyar Gárda in Erscheinung.
Bemerkenswert ist ihr Umgang mit der Presse: Interviews werden nur gegen eine Kaution von tausend Euro gegeben. Im Falle einer als unfair empfundenen Berichterstattung soll das Geld verwendet werden, um rechtliche Schritte einzuleiten.

## Veröffentlichungen (Auswahl)
- Terror a családban. A feleségbántalmazás és a jog. [Terror in der Familie. Ehefrauenmissbrauch und das Gesetz]. 1. Auflage. Kossuth Kiadó, Budapest 1998, ISBN 963-09-4019-1 (ungarisch, 307 S., 2. Auflage. Ebenda 2003, ISBN 963-09-4470-7).

Aufsätze
- Continuity and Discontinuity in the Legal System: What It Means for Women: A Female Lawyer's Perspective on Women and the Law in Hungary. In: University of California, Los Angeles (Hrsg.): UCLA Journal of Gender and Law. Band 5, Nr. 1. Routledge, Los Angeles 1994, S. 63–70, doi:10.5070/L351017611 (englisch).
- What Is Missing from the Rhetoric of Choice? A Feminist Analysis of the Abortion Dilemma in the Context of Sexuality. In: University of California, Los Angeles (Hrsg.): UCLA Journal of Gender and Law. Band 5, Nr. 2. Los Angeles 1995, S. 445–471, doi:10.5070/L352017626 (englisch).
- The construction of the other in the European human rights enterprise. A narrative about democracy, human rights, the rule of law and my neighbour uncle blaze. In: Peter Fitzpatrick, James Henry Bergeron (Hrsg.): Europe’s other: European law between modernity and postmodernity. Ashgate/Dartmouth, Aldershot 1998, ISBN 1-85521-887-9, Kap.-Nr. 12 (englisch, eingeschränkte Vorschau auf das E-Book, 2019 in der Google-Buchsuche).
- Work and Work-related Rights of Women and Girls. In: Vereinte Nationen Division for the Advancement of Women (Hrsg.): Bringing international human rights law home. Judicial colloquium on the domestic application of the Convention on the Elimination of All Forms of Discrimination against Women and the Convention on the Rights of the Child. Vereinte Nationen, New York, N. Y. 2000, ISBN 92-1130204-8, S. 79–93 (englisch, eingeschränkte Vorschau – Internet Archive).
- Hungarian Criminal Court Cases Concerning the (Retribution of the) 1956 Revolution. In: András Sajó (Hrsg.): Out of and Into Authoritarian Law. Brill | Nijhoff, The Hague / London / New York 2002, ISBN 90-411-1957-4, S. 15–29, doi:10.1163/9789047403210_005.
- Women and the Rule of Law in Hungary. In: Feminist Review. Nr. 76. SAGE Publications, April 2004, ISSN 0141-7789, S. 100–109, JSTOR:1395931 (englisch).
- Kitti. Rettegés és erőszak – otthon. [Kitti. Terror und Gewalt – zu Hause]. Rejtjel, Budapest 2005, ISBN 963-7255-09-5 (ungarisch, 87 S., Vergewaltigung im Familienleben; sexueller Missbrauch von Kindern).
- Personal Reflection. Rethinking of Prostitution and Trafficking. In: Hanna Beate Schöpp-Schilling mit Cees Flinterman (Hrsg.): The circle of empowerment. Twenty-five years of the UN Committee on the Elimination of Discrimination against Women (= Mariam K. Chamberlain series on social and economic justice. s. n.). Feminist Press at the City University of New York, New York, N. Y. 2007, ISBN 978-1-55861-564-9, S. 141–144 (englisch, eingeschränkte Vorschau – Internet Archive – Kurzbiografie S. 374).
- mit Jacek Pawlicki: Wojna węgierskiego Jobbiku. [Der Krieg der ungarischen Jobbik]. In: Gazeta Wyborcza. 9. April 2010, ISSN 0860-908X, OCLC 1007939950 (polnisch).
- Ein Umdenken bei Prostitution und Menschenhandel. In: Hanna Beate Schöpp-Schilling, Beate Rudolf, Antje Gothe (Hrsg.): Mit Recht zur Gleichheit. Die Bedeutung des CEDAW-Ausschusses für die Verwirklichung der Menschenrechte von Frauen weltweit. 1. Auflage. Nomos, Baden-Baden 2015, ISBN 978-3-8329-5216-7, S. 228–232, doi:10.5771/9783845236452.
- Tíz év az Európai Parlamentben. [Zehn Jahre im Europäischen Parlament]. Kairosz Kiadó, Budapest 2018, ISBN 978-963-662-979-3 (ungarisch, 212 S., Interviewer: Zsolt Kovács).